# Regina Grabolle
Regina Grabolle, née le 18 mai 1965, est une gymnaste artistique est-allemande.

## Palmarès

### Championnats du monde
- Fort Worth 1979
  -  médaille de bronze au concours par équipes
  -  médaille de bronze à la poutre